# Josef Argauer
Josef Argauer (Viena, 15 de novembro de 1910 — 10 de outubro de 2004) foi um treinador de futebol austríaco que comandou a Seleção Austríaca.

## Carreira
Josef Argauer dirigiu o elenco da Seleção Austríaca de Futebol, na Copa do Mundo de  1958.